# Gildeskål
Gildeskål è un comune norvegese della contea di Nordland.